# 4433 Goldstone
4433 Goldstone este un asteroid din centura principală, descoperit pe 30 august 1981 de Edward Bowell.